# 히로시마현도 제444호선
444번 히로시마현도(일본어: 広島県道444号油木小奴可線→히로시마현도 444호 유키-오누카선)은 히로시마현 쇼바라시 내를 관통하는 일본의 현도 노선이다.